# 貝瑟尼鎮區 (北卡羅萊納州艾爾代爾縣)
貝瑟尼鎮區（英語：Bethany Township）是位於美國北卡羅萊納州艾爾代爾縣的一個鎮區。

## 地方資料
貝瑟尼鎮區的面積為69.15平方千米，皆為陸地。根據2020年美國人口普查的數據，當地共有人口8267人，而人口密度為每平方千米119.55人。